# Prangos ferulacea
Prangos ferulacea är en flockblommig växtart som först beskrevs av Carl von Linné, och fick sitt nu gällande namn av John Lindley. Prangos ferulacea ingår i släktet Prangos och familjen flockblommiga växter. Inga underarter finns listade i Catalogue of Life.

## Bildgalleri

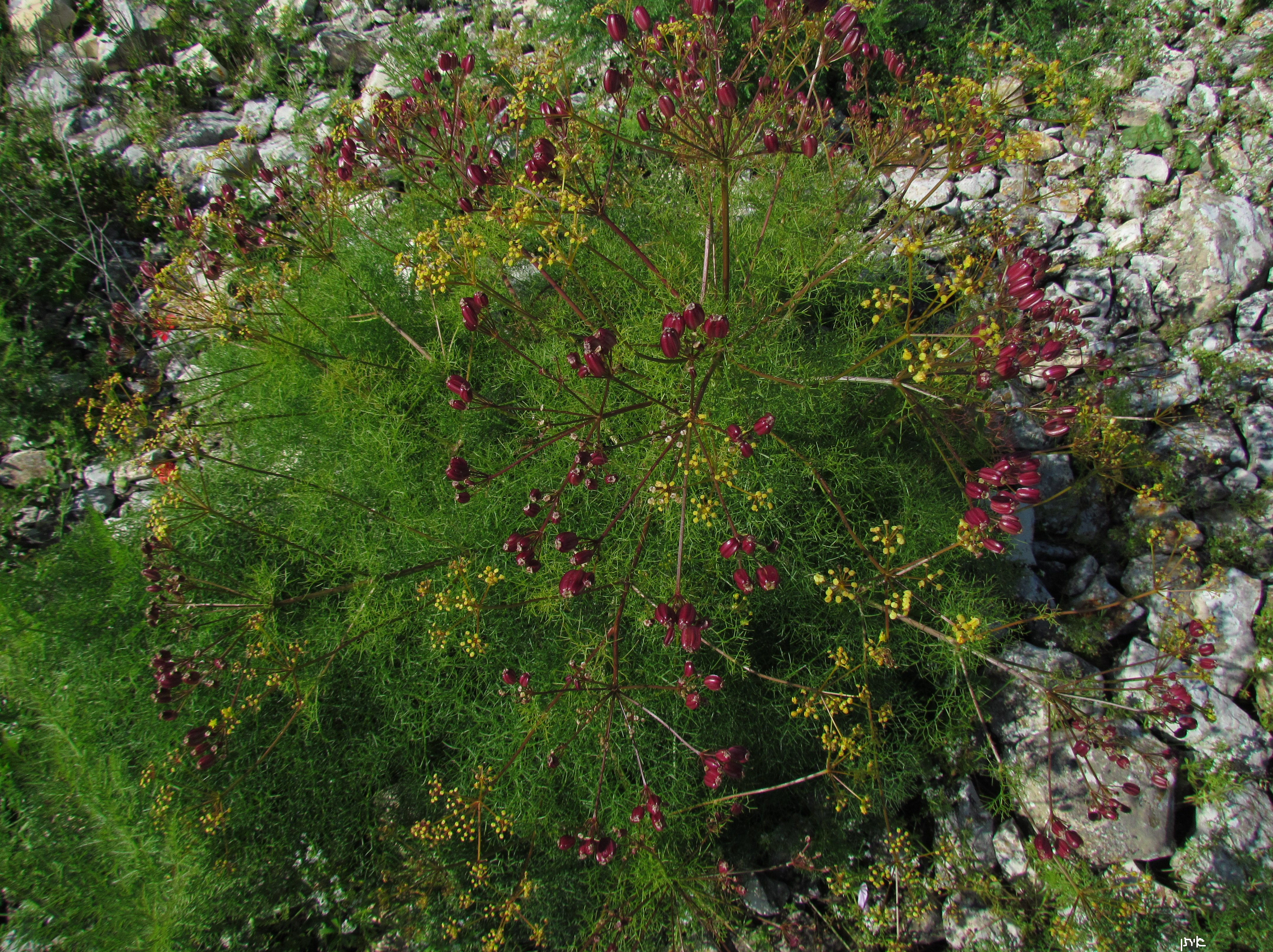